# Le finte gemelle
Le finte gemelle (título original en italiano; en español, Las gemelas fingidas) es un intermezzo (o farsa) en dos actos con música del compositor Niccolò Piccinni basado en el libreto homónimo de Giuseppe Petrosellini. Se estrenó el 2 de enero de 1771 en el Teatro Valle de Roma, donde cosechó un gran éxito, tanto que fue repuesta en escena en otros teatros italianos y extranjeros (entre los cuales estaban París, Londres, Dresde, Mannheim, Lisboa y San Petersburgo). En París tuvo dos representaciones durante la famosa Querella Piccinni-Gluck: en la 'Académie Royale el 11 de mayo de 1778 y, posteriormente, en el Palacio de Versalles.